# Безымянное (Смоленская область)
Безымянное — деревня в Вяземском районе Смоленской области России. Входит в состав Кайдаковского сельского поселения. По состоянию на 2007 год постоянного населения не имеет.
Расположена в восточной части области в 16 км к югу от Вязьмы, в 0,1 км восточнее автодороги Р132 Вязьма — Калуга — Тула — Рязань. В 5 км северо-западнее деревни расположена железнодорожная станция Лосьмино на линии Вязьма — Занозная.

## История
В годы Великой Отечественной войны деревня была оккупирована гитлеровскими войсками в октябре 1941 года, освобождена в марте 1943 года.